# Кифу (сёги)

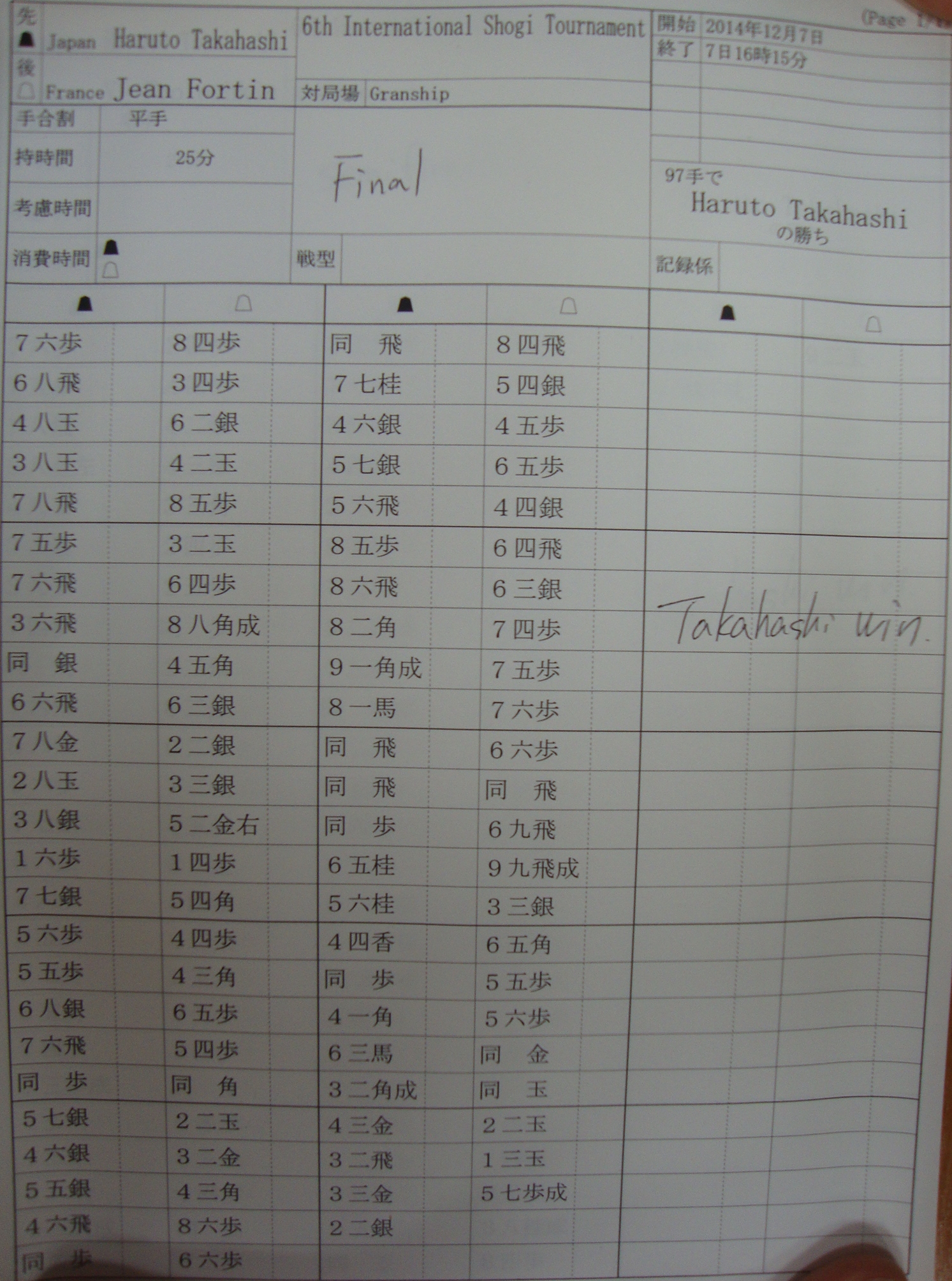
Кифу финала 6-го Международного форума сёги (Харуто Такахаси — Жан Фортен)

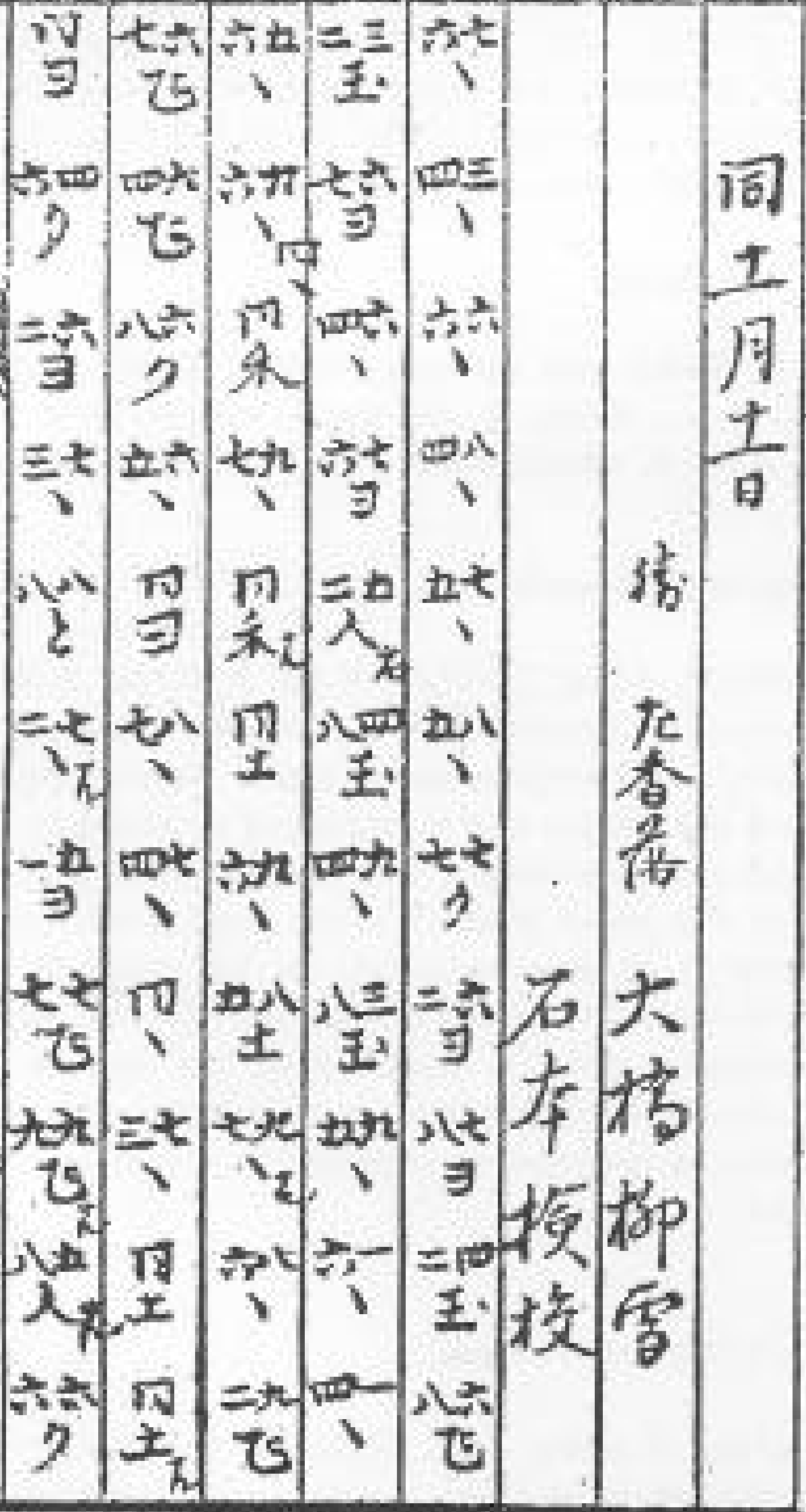
Кифу (1839)

Кифу (яп. 棋譜) — запись партии в сёги.
Кифу партий в сёги аналогичны записям партий в шахматы, хотя есть несколько отличий:
- Каждый ход каждого противника считается за один (как и в го, и в рэндзю).
- В японских кифу номер хода не указывается, зато указывается пиктограмма стороны, сделавшей ход (белый/чёрный значок).
- При отсутствии вариантов не указывается, с какого поля фигура делает ход; указывается лишь название фигуры, статус хода, конечное поле хода и наличие/отсутствие переворота (при его возможности).
- Если происходит взятие только что походившей фигуры противника, вместо поля указывается иероглиф 同.
- В профессиональных партиях обычно указывается количество полных минут, которые игрок думал над ходом.

Также, словом кифу называются и компьютерные файлы с записями партий, с возможностью визуального динамического просмотра. Все кифу профессиональных партий являются некоммерческими и выкладываются в Интернет.

## Европейская нотация
Европейская нотация сёги создана англичанами Джорджем Ходжесом и Глиндоном Таунхиллом (англ. Glyndon Townhill), и была опубликована во 2-м номере журнала "Shogi" в 1976 году. Далее на её основе Джордж Ходжес создал нотацию для многих вариантов сёги.
Обозначения фигур:
- Король — K
- Ладья — R
- Слон — В
- Золото — G
- Серебро — S
- Конь — N
- Стрелка — L
- Пешка — P

Изредка (например, на сайте 81Dojo) используются неклассические обозначения для некоторых перевёрнутых фигур:
- Дракон — D
- Лошадь — H
- Токин — T

Обозначения типа хода:
- «-» — простой ход (иногда дефис пропускается)
- «x» — ход со взятием
- «'» или «*» — сброс из руки
- «+»:
  - В начале записи хода — означает перевёрнутую фигуру
  - В конце записи хода — означает, что ход делается с переворотом
- «=» — ход без переворота (в случае, когда переворот возможен)

## Японская нотация
Для записи ходов в японских кифу используются следующие иероглифы:
- Числовое обозначение горизонтали японскими цифрами от 一 до 九,
- Краткое обозначение ходящей фигуры,
- Дополнительные иероглифы:

- 同 (ход туда же, куда походила предыдущая фигура, т. е. съедение этой фигуры), заменяющий координаты,
- 成 (перед названием фигуры означает, что это перевёрнутая фигура; после названия — что ход делается с переворотом),
- 不成 или 生 (ход без переворота, когда есть возможность переворота),
- 合 («вставка», т. е. защита от шаха сбросом из руки; применяется преимущественно в цумэ-сёги)
- Иероглифы направления: 打 (сброс), 直 (прямо вперёд), 上 (вверх) 引 (назад), 寄 (вбок), 行 (выдвижение слона/лошади), 左 (ход левой из фигур), 右 (ход правой из фигур).

В последних двух случаях направление определяется со стороны ходящего игрока.
Иероглиф направления добавляется лишь при наличии нескольких одинаковых фигур, которые могли бы походить на данное поле, для устранения неоднозначности.

## Примеры
Пример кифу начала партии (дзёсэки дебюта айгакари, европейская нотация): 1.P2f 2.P8d 3.P2e 4.P8e 5.G7h 6.G3b 7.P2d 8.Px 9.Rx 10.P'2c 11.R2h 12.P8f 13.Px 14.Rx 15.P'8g.
Пример того же кифу в японской нотации: ☗２六歩 ☖８四歩 ☗２五歩 ☖８五歩 ☗７八金 ☖３二金 ☗２四歩 ☖同歩 ☗同飛 ☖２三歩 ☗２八飛 ☖８六歩 ☗同歩 ☖同飛 ☗８七歩.
Пример японского бланка: кифу 3-й партии финального матча Рюо сезона 2013 года (Ватанабэ—Мориути).

## Ведение
В любительских турнирах кифу ведут сами игроки. При наступлении бёёми продолжение ведения кифу необязательно, но его может продолжить третье лицо.
В профессиональных японских турнирах (и на турнире Международного форума сёги) к ведению кифу привлекаются старшие учащиеся Сёрэйкай.

## Кифу вариантов сёги
Существуют кифу и в вариантах сёги. Западная нотация для них была разработана во второй половине XX в. англичанином Джорджем Ходжесом.
В кифу тю сёги и других вариантов сёги фигуры обозначаются как одной, так и двумя буквами, при этом обозначения фигур, общих для разных вариантов, совпадают.